# Tandil Aerodrome
Tandil Aerodrome är en flygplats i Argentina. Den ligger i den sydöstra delen av landet, 300 km söder om huvudstaden Buenos Aires. Tandil Aerodrome ligger 174 meter över havet.
Terrängen runt Tandil Aerodrome är platt, och sluttar norrut. Närmaste större samhälle är Tandil, 12,6 km sydost om Tandil Aerodrome. 
Trakten runt Tandil Aerodrome består till största delen av jordbruksmark. Runt Tandil Aerodrome är det ganska glesbefolkat, med 23 invånare per kvadratkilometer.